# Kyaw Zayar Win
Kyaw Zayar Win (* 2. Juni 1991 in Myanmar) ist ein myanmarischer Fußballspieler.

## Karriere

### Verein
Kyaw Zayar Win stand bis 2015 bei Shan United in Myanmar unter Vertrag. Der Verein aus Taunggyi spielte in der höchsten Liga des Landes, der Myanmar National League. 2016 wechselte er nach Pathein, wo er sich dem Ligakonkurrenten Ayeyawady United anschloss. Nach einer Saison verließ er Anfang 2017 Myanmar. In Singapur unterschrieb er einen Vertrag bei Balestier Khalsa. Mit dem Verein spielte er 18-mal in der ersten singapurischen Liga, der S. League. Ende 2017 wurde sein Vertrag nicht verlängert. Seitdem ist er vertrags- und vereinslos.

### Nationalmannschaft
Kyaw Zayar Win spielte von 2011 bis 2016 achtmal in der Nationalmannschaft von Myanmar.